# Kemer
Kemer je přímořské letovisko a město v zálivu Antalye na pobřeží Středozemního moře v Turecku, 40 km na západ od města Antalya a 53 km na východ od pohoří Taurus. Žije zde přibližně 45 tisíc obyvatel.
Vládne zde typické středomořské teplé a suché počasí, moře je teplé. Až do počátku roku 1980 to bylo klidné místo, ale v současnosti město Kemer a pobřežní vesnice v okrese hrají velmi důležitou roli v cestovním ruchu Turecka.

## Historie
Kemer byl v minulosti nazýván Eski Köy (turecky stará vesnice). Až v letech 1916–1917, kdy byla postavena 23 km dlouhá zeď, dostal dnešní název (kemer znamená turecky zeď). Zeď zde byla vybudována za účelem ochrany města před záplavami. V roce 1960 byla vybudována silnice spojující Kemer s ostatními vesnicemi na pobřeží. Od roku 1980 zde bylo investováno do infrastruktury za účelem vybudování turistického centra.

## Demografie
Ve městě žije 33 153 obyvatel (2007). Město se skládá ze samotného města, které má 11 733 obyvatel, 4 obce (Beldibi, Çamyuva, Göynük, Tekirova) a 4 vesnice.
90 % obyvatel se hlásí ke sunnitskému islámu a 9,5 % k šíitskému.

## Turistika vKemeru
Cestovní ruch je zde základem všech příjmů. Hlavní turistické cíle jsou moře a nádherná příroda v okolí, např. pohoří Taurus. Nachází se zde také mnoho oblázkových pláží. Díky snadné dopravě a dobré komunikaci má Kemer velký podíl v obsazenosti hotelů v regionu Antalya. Nachází se zde různé kluby, bary a restaurace.

## Památky
- Kaňon Göynük
- İkiz Kayalar – skály
- jeskyně Beldibi a Molla
- Chiméra – hořící vývěry zemního plynu
- starověká města Phaselis a Olympos
- byzantský kostel
- seldžucký lovecký zámeček

## Partnerská města
Kemer má partnerské město
- Schwabach, Německo (od 1998)

## Galerie

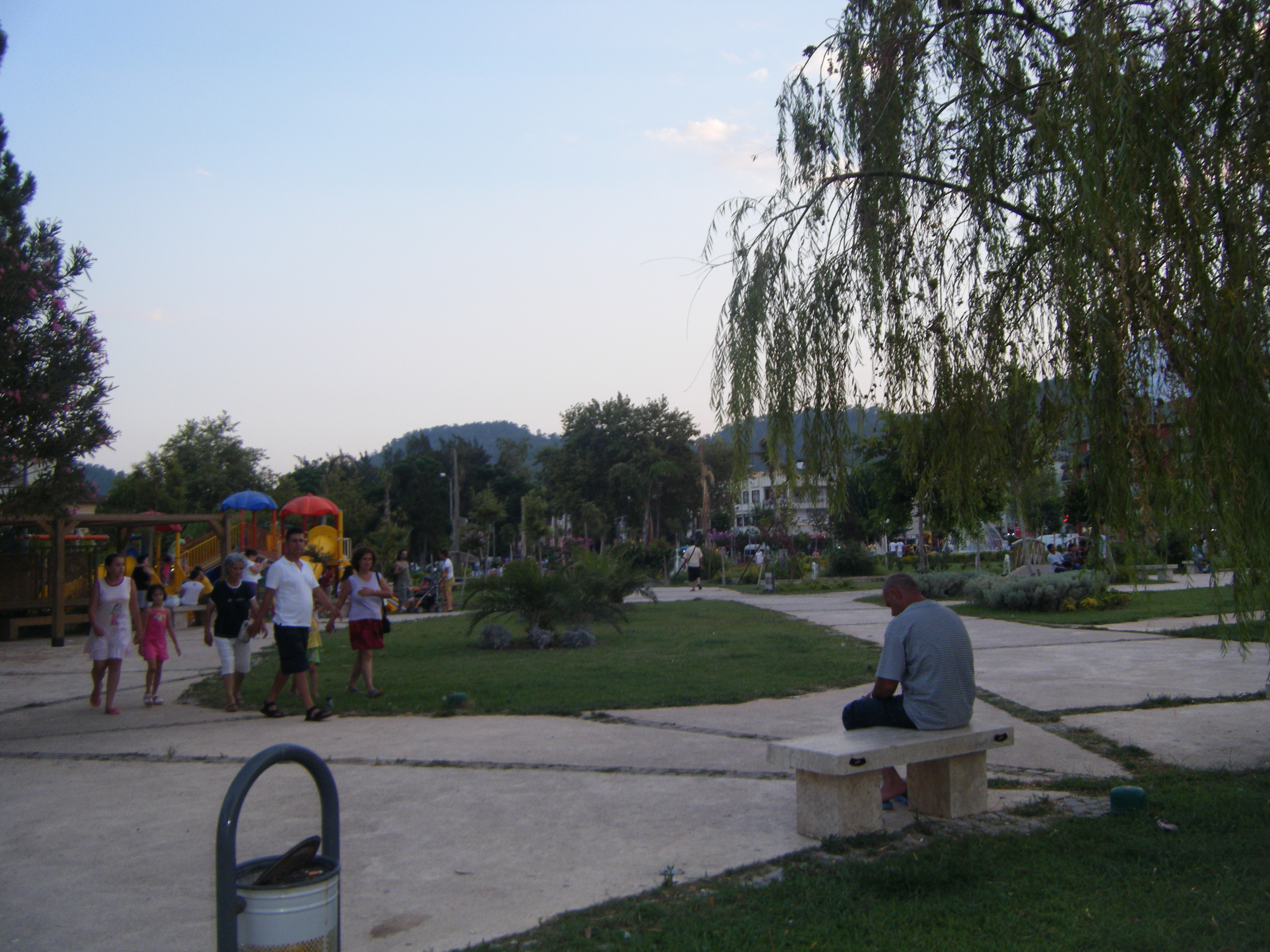
Park u náměstí
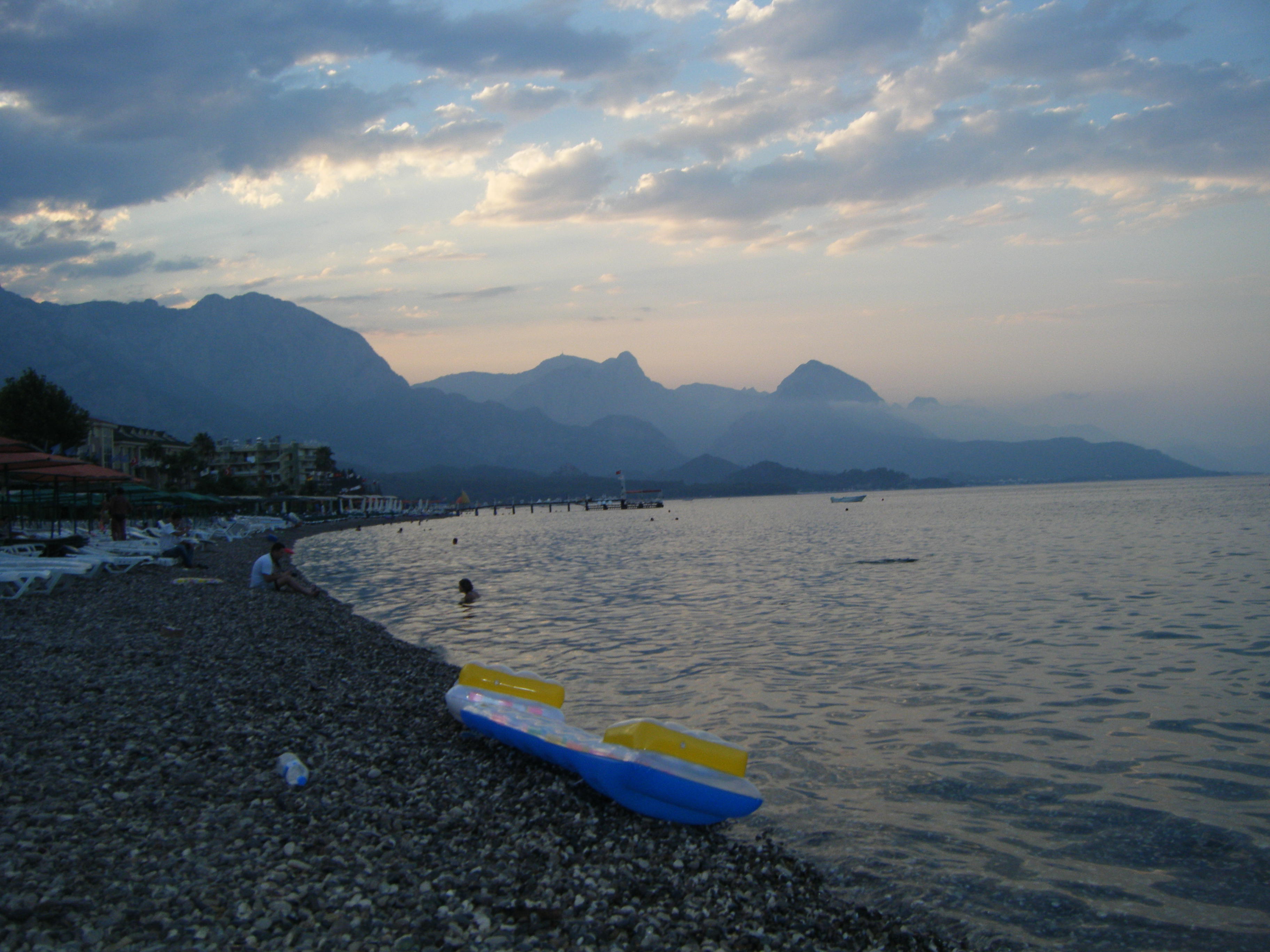
Pohled na pohoří Taurus
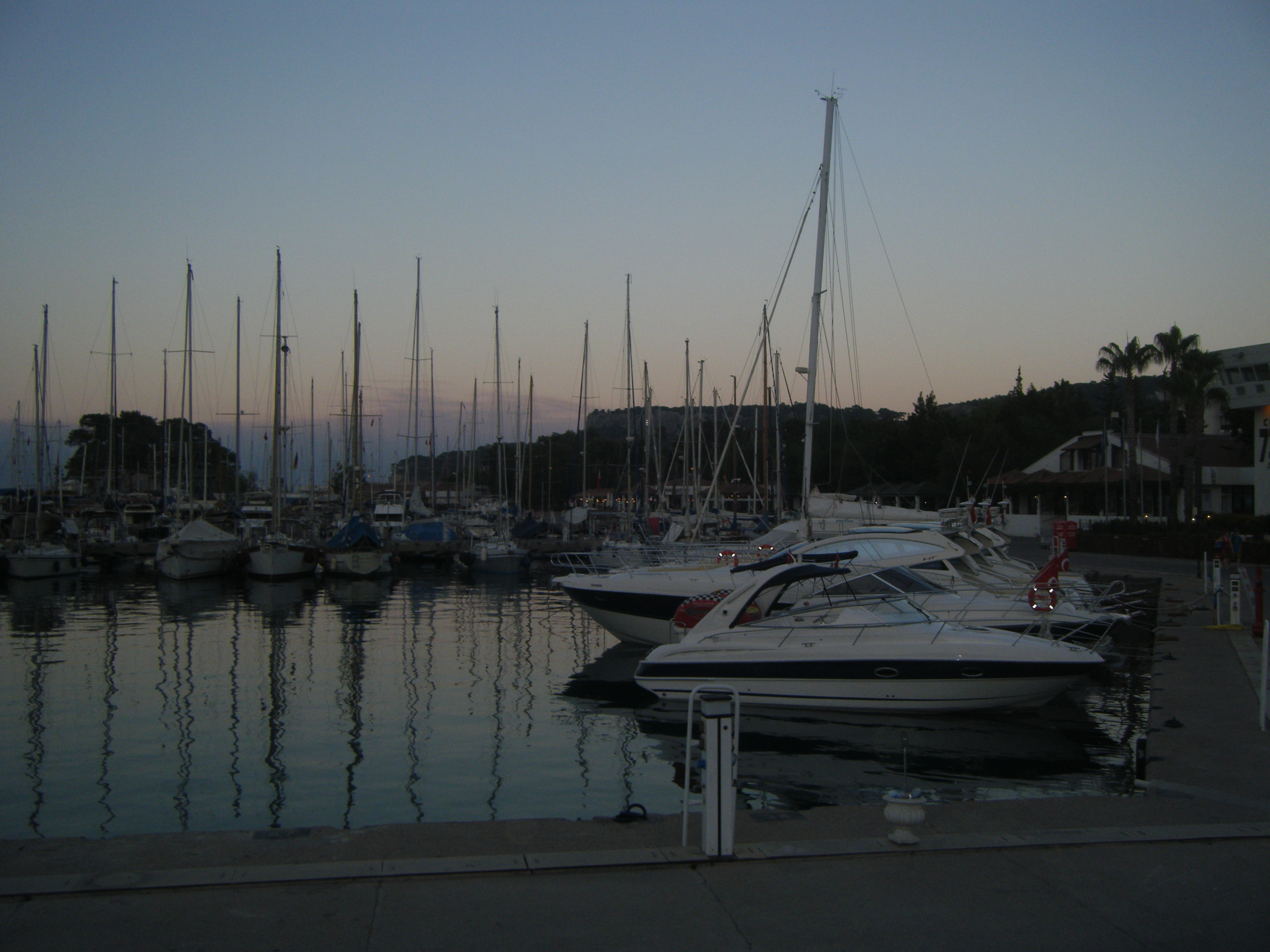
Přístav
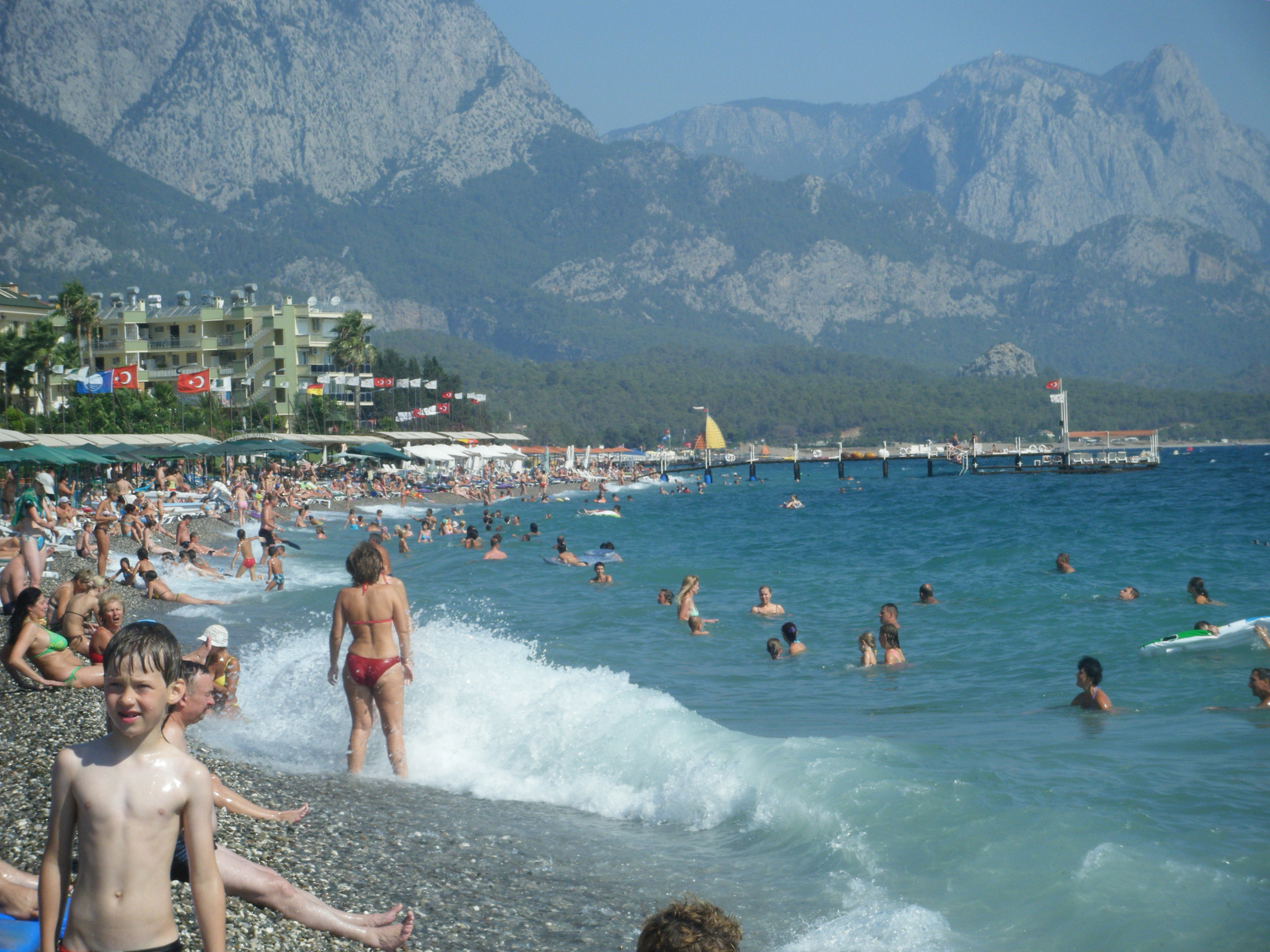
Pláž